# Mionectes striaticollis
Abre-asa-de-pescoço-estriado ou abre-asa-estriado (Mionectes striaticollis) é uma espécie de ave da família Tyrannidae.
Pode ser encontrada nos seguintes países: Bolívia, Colômbia, Equador e Peru.
Os seus habitats naturais são: regiões subtropicais ou tropicais húmidas de alta altitude e florestas secundárias altamente degradadas.